# كريستوفر سامبا

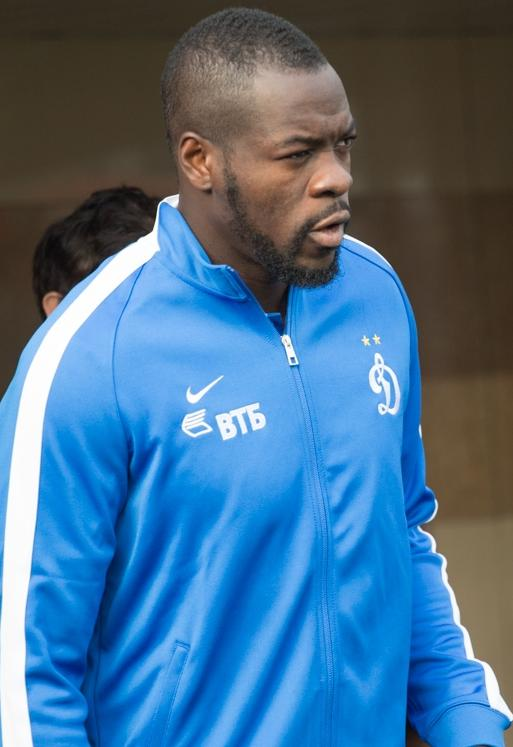

كريستوفر فيجيني سامبا (بالفرنسية: Christopher Samba)، من مواليد 28 مارس 1984 في باريس في فرنسا، لاعب كرة قدم كونغولي.
بدأ مسيرته الكروية مع نادي سيدان الفرنسي في موسم 2003/2004، وشارك معهم في 4 مباريات، وفي عام 2004 انتقل إلى نادي هيرتا برلين الألماني، ولعب معهم حتى عام 2007، وشارك معهم في 20 مباراة، ومنذ عام 2007 وهو يلعب مع نادي بلاكبيرن روفرز الإنجليزي.
و هو يلعب مع منتخب الكونغو لكرة القدم.

## روابط خارجية
- كريستوفر سامبا على موقع الاتحاد الدولي (مؤرشف)  (الإنجليزية)
- كريستوفر سامبا على موقع رابطة كرة القدم الفرنسية للمحترفين (الإنجليزية)
- كريستوفر سامبا على موقع قاعدة بيانات كرة القدم.إي يو (الإنجليزية)
- كريستوفر سامبا على موقع ليكيب (الفرنسية)
- كريستوفر سامبا على موقع ناشيونال فوتبول تيمز (الإنجليزية)
- كريستوفر سامبا على موقع Soccerbase.com (لاعب) (الإنجليزية)
- كريستوفر سامبا على موقع Soccerway.com (الإنجليزية)
- كريستوفر سامبا على موقع عالم كرة القدم.نت (الإنجليزية)
- كريستوفر سامبا على موقع كووورة
- كريستوفر سامبا على موقع AS.com (الإسبانية)